# 现代艺术和当代艺术博物馆
现代艺术和当代艺术博物馆（Musée d'art moderne et d'art contemporain, MAMAC）是一家致力于现代和当代艺术博物馆，成立于1990年6月21日，位于法国尼斯。
该博物馆位于加里波第广场附近，由两个建筑师伊夫贝亚德和亨利维达尔设计，展区面积约4500平方米，分布在十多个展厅。